# Jordi Sirera i Pladevall
Jordi Sirera i Pladevall   (Barcelona, dècada del 1930) és un antic pilot de motociclisme català. Debutà el 1960 i fou campió d'Espanya de turismes de sèrie en 125 cc. El 1961 fou segon en el Premi RMCC de "Motos Sport Nacionals" i el 1963 guanyà el campionat estatal de 175 cc. L'any 1964 fou el primer català en el Gran Premi d'Espanya de 250cc per davant del seu germà Enric. Disputà diverses edicions de les 24 Hores de Montjuïc i, formant equip amb el seu germà, hi assolí una victòria (1963) i una segona posició (1966). Ja retirat, exercí de comissari a Montesa i Honda.